# Alfred Domes
Alfred Domes, auch Fred J. Domes (* 29. April 1901 in Troppau, Österreich-Ungarn; † 11. Mai 1984 in Bonn) war ein deutscher politischer Publizist österreichischer Herkunft.

## Leben
Alfred Domes war der Sohn eines Militärkapellsoldaten und besuchte die k.u.k. Militäroberrealschule Lobzow bei Krakau, die k.u.k. Militärakademie Traiskirchen und die Staatsoberrealschule in Iglau. Nach dem Abitur 1920 studierte Domes Germanistik und Kunstgeschichte in Wien, Kopenhagen und Kiel und promovierte 1931. 1927/28 war er Hochschulassistent in Kiel, von 1928 bis 1935 war er bei der Nordischen Gesellschaft als Kulturreferent angestellt und seit 1933 Hauptschriftleiter ihrer Monatsschrift Der Norden. Domes war mit Hans Friedrich Blunck befreundet. Von 1931 an war er nebenamtlicher Lektor an der Universität Aarhus (ab 1936 dort festangestellt) und hatte 1937 eine Vertretungsprofessur an der Technischen Hochschule Danzig.
1940 wurde er vom Auswärtigen Amt eingestellt und beim Reichsbevollmächtigten und Botschafter Cécil von Renthe-Fink im besetzten Dänemark eingesetzt. Domes wurde in Kopenhagen von 1941 bis 1943 zum Direktor des neu errichteten „Deutschen Wissenschaftlichen Instituts in Kopenhagen“, sein Präsident war Otto Scheel. Im Mai 1943 wurde er vom Auswärtigen Amt nach Rom versetzt und wurde in Florenz als Lektor und in der Zeit der Republik von Salò in den deutschen Generalkonsulaten Genua und Mailand als wissenschaftlicher Hilfsarbeiter beschäftigt.
Domes war seit 1933 Mitglied der SA. Am 21. Dezember 1937 beantragte er die Aufnahme in die NSDAP, wurde rückwirkend zum 1. Mai desselben Jahres aufgenommen (Mitgliedsnummer 5.579.544) und war 1940 Blockleiter der Ortsgruppe Kopenhagen der NSDAP/AO sowie 1943 in Genua Presseamtsleiter der Auslandsorganisation. Über eine Internierung nach Kriegsende und seine Entnazifizierung ist nichts bekannt.
In der Sowjetischen Besatzungszone wurden die von Domes herausgegebenen Schriften Die Schicksalsgemeinschaft der Ostsee (Stalling, Oldenburg 1934) und Sterne und Strand. Für Hans Friedrich Blunck (Hohenstaufen-Verlag, Stuttgart 1938) auf die Liste der auszusondernden Literatur gesetzt.
In der Bundesrepublik Deutschland arbeitete Domes freiberuflich als politischer Publizist. Er gab Sammelbände zu aktuellen Fragen des Ost-West-Konflikts und zur Europäischen Integration heraus, die in der von der Atlantik-Brücke unterhaltenen „Edition Atlantic-Forum“ und im politisch subventionierten Kölner „Verlag Wissenschaft und Politik“ erschienen. Domes wurde noch Honorarprofessor für Theater- und Literaturwissenschaft der University of Windsor, Kanada und führte deshalb einen Professorentitel.
Er war seit 1981 Mitglied der Sudetendeutschen Akademie in der Klasse der Künste und Kunstwissenschaften.
Alfred Domes' Sohn war der Politikwissenschaftler Jürgen Domes.

## Schriften (Auswahl)
- Schiller auf der dänischen Bühne. Leipzig, 1935.
- Sterne und Strand. Hamburg : Der Neue Sieben Stäbe Verl., 1935.
- Hans S. Jacobsen: Ein Norweger spricht! : Die deutsch-tschech. Frage. Hrsg. u. ins Dt. übertr. von Fred J. Domes. Berlin-Lichtenrade : Widukind Verl. 1938.